# Jeff Duran
Jeff Dandurand, meglio noto con il nome d'arte di Jeff Duran (Arcadia, 13 febbraio 1974), è un attore, comico e produttore discografico statunitense di origini italiane.

## Biografia
Da bambino ha lavorato come attore, apparendo in diverse serie tv e spot pubblicitari. Ha frequentato la stessa scuola del cantante Stevie Nicks, dell'attrice Rena Sofer e dell'ex bassista dei Van Halen Michael Anthony.
Nel 2012, Jeff avrebbe dovuto interpretare Jani Lane nel prossimo film biografico sulla vita del defunto cantante dei WARRANT.
Duran faceva parte di un gruppo di imprenditori finanziari profilati da The Imperium Group in un articolo del may 2021 "USA Today", in cui si affermava che il senso dell'umorismo di Duran, combinato con il suo amore per l'hip hop e la musica heavy metal ha reso è molto popolare su YouTube e Spotify durante la pandemia. Duran utilizza i social media per connettersi e interagire con oltre 40.000 follower. Fornisce loro la musica più calda e il contenuto autentico, "ma in seguito ha scritto che il suo" approccio alla produzione non è correlato al genere e all'epoca. Le sue uscite come artista discografico e produttore hanno riunito artisti di tutti i generi."
Il 2 luglio 2024 i Duran hanno pubblicato "The Outlier", il progetto prevedeva la partecipazione di Donald Trump e dell'attrice Margot Robbie.

## Discografia
- 2006 - Still Kicking (CD)
- 2007 - Defects Of Character (DVD)
- 2011 - How Embarrassing (CD/DVD)
- 2012 - I Sold My Soul To Illuminati (CD/DVD)
- 2013 - Jeff J.J. Star Duran (CD/DVD/Netflix)
- 2022 - NFT (CD)
- 2024 - The Outlier (CD)